# Puilly-et-Charbeaux
Puilly-et-Charbeaux è un comune francese di 260 abitanti situato nel dipartimento delle Ardenne nella regione del Grand Est.

## Società

### Evoluzione demografica
Abitanti censiti